# Izberbasz
Izberbasz (ros. Избербаш) – miasto w Rosji, w Republice Dagestanu, położone na wybrzeżu Morza Kaspijskiego, 56 kilometrów na południowy wschód Machaczkały.
Zostało założone w 1932 roku, a prawa miejskie otrzymało w 1949 roku.

## Demografia
- 1989 – 28 122
- 2002 – 39 365
- 2008 – 50 772[1]
- 2021 – 61 296[2]